# Пети пехотен дунавски полк
Пети пехотен дунавски полк е български пехотен полк формиран през 1884 година, като част от първите 8 полка от българската войска и взел участие във войните по време на Третото българско царство.

## Формиране
Пети пехотен дунавски полк е формиран под името Пети пеши дунавски полк с указ № 41 от 12 октомври 1884 г. с щаб в Русе. Формирането на полка става в резултат на общото преустройство на българската пехота, предприето от министъра на войната княз генерал Михаил Кантакузин. Основа за окомплектоването на полка са формираните веднага след Освобождението 1878 г., дружини от Българската земска войска. Това са Шуменска №19 пеша дружина, Русчушка №23 пеша дружина и Силистренска №24 пеша дружина. Същите се преобразуват съответно в 1-ва, 2-ра и 3-та дружини от мирновременния състав на полка (4-та дружина е във военновременния щат).
За първи командир на полка с Височайша заповед №67/12.10.1884 г. е назначен офицерът от руската войска подполковник Феодоров.
До обявяването на Съединението на Княжество България с Източна Румелия на 6 септември 1885 г.висшият команден състав на полка се състои от руски офицери, които са изтеглени след тази дата от Руското правителство. Низшият команден състав се състои от български офицери, които са завършили Военното училище в София или Одеското военно училище. На 14 септември 1885 г. в изпълнение на нареждането за изтеглянето на руските офицери от подполковник Феодоров е обявена заповед №257 за назначението на българските офицери. От 6 януари 1894 до 1908 г. полка е под шефството на Негово височество херцог Роберто Пармски, баща на княгиня Мария Луиза, като започнал да се именува 5-и пехотен Дунавски на Негово Височество херцог Роберто Пармски полк. Във войните за обединение 1912 – 1918 година полкът участва в състава на първа бригада на 5-а пехотна дунавска дивизия.

## Сръбско-българска война (1885)
След приключването на мобилизацията на 15 септември по заповед на новоназначения Министър на войната капитан Никифоров полка получава задача да се отправи към турската граница с район на съсредоточаване гр. Ямбол. След 8-дневен преход полкът се установява в града, като се присъединява към Ямболския отряд с цел отбиването на евентуално нападение от страна на Турция. След изясняване намеренията на Турция за неучастие в бойни действия и предвид продължаващото струпване на сръбски войски до Българската граница на 12 октомври 1885 г. полкът получава заповед да се предислоцира по жплинията до София. При пристигането си в София на 14 октомври 1-ва и 2-ра дружина на полка са включени в състава на Сливнишкия отряд, а 3-та и 4-та дружини в състава на Трънския отряд. 

През Сръбско-българската война (1885) полкът е под командването на капитан Андрей Блъсков и влиза в състава на Западния корпус. След раняването на капитан Блъсков, командването на полка се поема от капитан Васил Кутинчев. Участва в боя при с. Врабча (3 и 4 ноември), в боевете при Сливница (5 – 7 ноември), в боя при Драгоман (10 ноември) в състава на колоната на майор Петко Стоянов, в боевете при Цариброд (11 – 12 ноември), в боевете при Пирот (14 – 15 ноември) и в защитата на Видинската крепост (12 – 16 ноември).
В 7-а рота на полка служи по-малкият брат на поета Христо Ботев и на бъдещия генерал-лейтенант Кирил Ботев – портупей-юнкер Боян Ботев, който бива ранен в боевете при Сливница и по-късно умира от раните си. Посмъртно е произведен в чин подпоручик.
През тази война загиват четирима офицери от полка: подпоручик Георги Ангелов, подпоручик Иван Бобев, подпоручик Боян Ботев и подпоручик Костадин Халачев, и са убити 55 войници. Ранени са 8 офицери и 456 войници, а при защитата на Видинската крепост от 5-а запасна дружина на полка загиват 1 офицер и 10 войници, 27 войници са ранени.
В памет на падналите в Сръбско-българската война войници и офицери от Пети пехотен дунавски полк, на някогашния Александровски площад в Русе, където в началото на миналия век са ставали войсковите паради, е издигнат паметник.
В периода 6 януари 1894 – 1908 година полкът е под шефството на Негово Кралско Височество херцог Роберто I Бурбон-Пармски, баща на княгиня Мария Луиза.

## Балкански войни (1912 – 1913)
През Балканската война (1912 – 1913) полкът се командва от полковник Иван Петров и като част от Пета пехотна дунавска дивизия влиза в състава на Трета българска армия. Воюва при Лозенград, Бунархисар и Одрин.

Битките на полка в Балканската война са описани в книгата на Н.Лазаровъ „Дивните Дунавци“, изд. 1928, 
През Междусъюзническата война (1913) полкът първоначално е в състава на Първа българска армия, а от 22 юни – пак в Трета българска армия. Воюва на софийско-нишкото оперативно направление срещу Втора сръбска армия. До 12 юли излиза на линията връх Стрешер – връх Бели камък – Иванова могила.

## Първа световна война (1915 – 1918)
През Първата световна война (1915 – 1918) полкът е в състава на 1-ва бригада от 5-а пехотна дунавска дивизия, Втора армия.
При намесата на България във войната полкът разполага със следния числен състав, добитък, обоз и въоръжение:
| Числен състав                                                                    | Добитък   | Обоз                                                    | Въоръжение                           |
| -------------------------------------------------------------------------------- | --------- | ------------------------------------------------------- | ------------------------------------ |
| Дружини: 53 Картечни роти: 1 Офицери: 62 Чиновници: 5 Подофицери и войници: 5192 | Коне: 430 | Обикновени коли: 52 Товарни коли: 261 Специални коли: 4 | Пушки и карабини: 4190 Картечници: 4 |

Води сражения срещу сърбите при Страцин, Куманово и Гниляне. Полкът участва в тежките боеве срещу войските на Антантата при Криволак, завоя на р. Черна, Добро поле, Яребична и др.

## Между двете световни войни
На 18 ноември 1920 година съгласно предписание №6129 и в изпълнение на клаузите на Ньойския мирен договор полкът е реорганизиран в Пета пехотна дунавска дружина. През 1928 година полкът е отново формиран от частите на 5-а пехотна дунавска дружина и 14-а русенска жандармерийска дружина, но до 1938 година носи явното название дружина.

### Втора световна война (1941 – 1945)
През Втора световна война (1941 – 1945) полкът влиза в състава на 5-а пехотна дунавска дивизия и се командва от полковник Васил Тодоров. През 1941, 1943 и 1944 г. е на Прикриващия фронт. Взема участие в първата фаза на войната срещу Германия, като участва в боевете за Царево село, Щип, Велес, Пехчево, Берово, връх Буковик и др. През войната полка дава 113 жертви. В състава му е включена и Севлиевската гвардейска рота състояща се от 187 души.
От 1 януари 1948 г. е полкът е с явно наименование под. 4035, след което на 1 юни 1950 г. е преименуван на 5-и стрелкови полк, на 1 януари 1951 г. в 11-и стрелкови полк, а от 1 януари 1952 г. в 11-и отделен запасен стрелкови полк с явно наименование под. 65070.
Полкът е разформирован на основание строго секретно разпореждане № 00270 от 10 ноември 1954 г. на Началника на ГЩ, считано от 1 януари 1955 година.

## Наименования
През годините полкът носи различни имена според претърпените реорганизации:
- Пети пеши дунавски полк (1884 – 6 януари 1894)
- Пети пехотен дунавски на Н.Кр.В. херцог Роберт Пармски полк (6 януари 1894 – 1908)
- Пети пехотен дунавски полк (1908 – 18 ноември 1920)
- Пета пехотна дунавска дружина (18 ноември 1920 – 1928)
- Пети пехотен дунавски полк (1928 – 1 юни 1950)
- Пети стрелкови полк (1 юни 1950 – 1 януари 1951)
- Единадесети стрелкови полк (1 януари 1951 – 1 януари 1952)
- Единадесети запасен стрелкови полк (1 януари 1952 – 30 май 1952)
- Единадесети отделен запасен стрелкови полк (1 юни 1952 – 1 януари 1955)

## Командири
Званията са към датата на заемане на длъжността.
| №   | звание       | име                 | дати                                                            |
| --- | ------------ | ------------------- | --------------------------------------------------------------- |
| 1.  | Подполковник | Петър Федоров       | 12 октомври 1884 – 13 септември 1885                            |
| 2.  | Капитан      | Андрей Блъсков      | 13 септември 1885 – 28 септември 1886                           |
| 3.  | Капитан      | Васил Кутинчев      | 5 ноември 1885 – 15 ноември 1885 (временно)                     |
| 4.  | Капитан      | Христо Драндаревски | 29 септември 1886 – 18 февруари 1888                            |
| 5.  | Майор        | Георги Мечконев     | 18 февруари 1888 – 6 март 1890                                  |
| 6.  | Майор        | Михаил Вълков       | 7 март 1890 – 15 октомври 1890 (временно)                       |
| 7.  | Майор        | Радев               | 16 октомври 1890 – 15 ноември 1890                              |
| 6.  | Подполковник | Атанас Данев        | 16 ноември 1890 – 11 март 1900                                  |
| 7.  | Подполковник | Димо Радев          | 12 март 1900 – 14 декември 1900                                 |
| 8.  | Полковник    | Димитър Фиков       | 15 декември 1900 – 18 януари 1904                               |
| 9.  | Полковник    | Гиньо Кърджиев      | 9 февруари 1904 – 13 май 1906                                   |
| 10. | Полковник    | Янко Кинтишев       | 14 януари 1906 – 21 април 1907                                  |
| 11. | Подполковник | Марин Касъров       | 22 април 1907 – 9 ноември 1907                                  |
| 12. | Полковник    | Иван Златанов       | 10 ноември 1907 – 8 декември 1909                               |
| 13. | Полковник    | Пантелей Киселов    | 9 декември 1909 – 2 март 1912                                   |
| 14. | Полковник    | Иван Петров         | 8 март 1912 – 18 октомври 1912 (убит)                           |
| 15. | Полковник    | Тодор Динолов       | 18 октомври 1912 – 13 декември 1912                             |
| 16. | Полковник    | Коста Каварналиев   | 14 декември 1912 – 15 януари 1913                               |
| 17. | Полковник    | Христо Семерджиев   | 16 януари 1913 – 3 август 1913                                  |
| 18. | Полковник    | Петър Ханджиев      | 4 август 1913 – 14 септември 1915                               |
| 19. | Подполковник | Никола Илиев        | 14 септември 1915 – 30 април 1916                               |
| 20. | Подполковник | Михаил Каридов      | 1 май 1916 – 11 април 1917                                      |
| 21. | Подполковник | Иван Кабакчиев      | 16 април 1917 – 12 април 1918                                   |
| 22. | Подполковник | Петър Попиванов     | 13 април 1918 – 19 ноември 1918                                 |
| 23. | Полковник    | Илия Карамаждраков  | 19 ноември 1918 – 3 август 1919                                 |
| 24. | Полковник    | Христо Рачев        | 1 септември 1919 – 31 март 1920                                 |
| 25. | Полковник    | Георги Дяков        | 20 май 1920 – 16 декември 1920                                  |
| 26. | Майор        | Иван Донев          | 17 декември 1920 – 31 август 1921                               |
| 27. | Подполковник | Иван Халачев        | 1 септември 1921 – 10 февруари 1923                             |
| 28. | Подполковник | Александър Пенев    | 11 февруари 1923 – 8 април 1924                                 |
| 29. | Подполковник | Стефан Йонов        | 16 април 1924 – 31 януари 1928                                  |
| 30. | Полковник    | Никола Михайлов     | 1 февруари 1928 – 13 юли 1928                                   |
| 30. | Полковник    | Тодор Ненов         | 14 юли 1928 – 16 април 1930                                     |
| 31. | Полковник    | Никола Маринополски | 16 април 1930 – 30 май 1934                                     |
| 32. | Полковник    | Христо Арабов       | 1 юни 1934 – 24 април 1935                                      |
| 33. | Подполковник | Михаил Робев        | 25 април 1935 – 16 ноември 1935                                 |
| 34. | Подполковник | Станчо Станчев      | 21 ноември 1935 – 25 март 1938                                  |
| 35. | Подполковник | Константин Сърнев   | 25 март 1938 – 1 август 1941                                    |
| 36. | Подполковник | Васил Тодоров       | 1 август 1941 – 8 януари 1945                                   |
| 37. | Полковник    | Георги Й. Лисицов   | 15 януари 1945 – 17 септември 1945                              |
| 38. | Полковник    | Георги Георгиев     | 22 септември 1945 – 20 юли 1946                                 |
| 39. | Подполковник | Йордан Месаров      | 21 юли 1946 – 20 октомври 1946 (временно изпълняващ длъжността) |
| 40. | Полковник    | Атанас Русев        | 21 октомври 1946 – 30 юни 1947                                  |
| 41. | Подполковник | Владимир Минев      | 1 юли 1947 – 6 декември 1947                                    |
| 42. | Подполковник | Дочо Мар. Дочев     | 7 декември 1947 – 30 януари 1949                                |
| 43. | Полковник    | Никола Сарачев      | 31 януари 1949 – 6 ноември 1953 г.                              |
| 44. | Майор        | Велико П. Великов   | 6 ноември 1953 – 31 декември 1954 г.                            |

Други командири: Сава Петров